# 親泊康晴
親泊 康晴（おやどまり こうせい、1926年（大正15年）8月28日 - 2005年（平成17年）4月11日）は、日本の政治家。1984年から2000年まで沖縄県那覇市長を務めた。

## 経歴
那覇市生まれ。九州医学専門学校（現：久留米大学医学部）中退。1968年に琉球政府総務局行政部地方課長、同年12月に総務部長を経て、企画部長、財政部長、労政課長を歴任、1976年には那覇市助役に就任。その後、1984年の那覇市長選に、沖縄社会大衆党、日本社会党、日本共産党の推薦と公明党の支持を得て立候補する。
選挙戦では「平和都市づくり」をスローガンに、4期16年にわたる平良良松革新市政の継承（平良も親泊も沖縄社会大衆党員）を訴え、自民党と民社党が推す前沖縄県副知事の比嘉幹郎を破り初当選を果たす。
在任中は沖縄初の情報公開制度を創設し、対潜水艦戦作戦センターの情報公開に携わった。那覇市軍用地違憲訴訟へ関与して憲法に基づく平和な街作りにをした。パレットくもじ市街地再開発、新都心地区開発など基地跡地利用を進め、県女性室設置、1985年のNAHAマラソンの開始も担った。4期務めた後、2000年に引退を表明する。
2001年、勲三等瑞宝章受章。
市長退任後は日米地位協定改定の実現を求めるNGO共同代表を務めた。革新の立場から県政・国政への影響力を保持し、2004年の第20回参議院議員通常選挙では、当時の国政野党が推す糸数慶子陣営の選対本部長となり、糸数の当選に寄与する。
2005年4月11日午前8時50分、肺癌のため那覇市の自宅で死去、78歳。死没日をもって正五位に叙される。同年4月26日、親泊は那覇市名誉市民として顕彰された。

## 著書
- 『心 水の如く 那覇市政十六年の回想』（沖縄タイムス社、2002年）